# Dmitrij Andriejkin
Dmitrij Władimirowicz Andriejkin, ros. Дмитрий Владимирович Андрейкин (ur. 5 lutego 1990 w Riazaniu) – rosyjski szachista, arcymistrz od 2007 roku.

## Kariera szachowa
Od 1999 był wielokrotnym reprezentantem Rosji na mistrzostwach świata i Europy juniorów w różnych kategoriach wiekowych. W swoim dorobku posiada 7 medali zdobytych w tych rozgrywkach:
- 2 złote (1999 Oropesa del Mar – MŚ do 10 lat i 2010 Chotowa – MŚ do 20 lat),
- 4 srebrne (2000 Oropesa del Mar – MŚ do 10 lat, 2001 Oropesa del Mar – MŚ do 12 lat, 2001 Kallithea – ME do 12 lat i 2002 Peñiscola – ME do 12 lat),
- brązowy (2004 Heraklion – MŚ do 14 lat).

Normy arcymistrzowskie zdobył w latach 2005 (Warszawa, mistrzostwa Europy), 2006 (Moskwa, turniej Aerofłot Open-A2) oraz 2007 (Moskwa, turniej Moscow Open-A).
Inne sukcesy w turniejach międzynarodowych:
- 2001 – Riazań (dz. I m.),
- 2003 – Sierpuchow (I m.), Kiriszi (dz. II m. za Janem Niepomniaszczijem, wspólnie z Ildarem Chairullinem), Riazań (dz. I m.),
- 2004 – Ałuszta (II m. za Markiem Paraguą),
- 2006 – Lipieck (dz. I m. wspólnie z Konstantinem Czernyszowem i Aleksiejem Korniewem),
- 2008 – Mińsk (I m.), Saratów (I m.),
- 2009 – Dagomys (mistrzostwa Rosji juniorów do 20 lat, I m.), Woroneż (dz. I m. wspólnie m.in. z Siergiejem Wołkowem, Dmitrijem Boczarowem i Denisem Chismatullinem).
- 2014 – Taszkent (I m. w turnieju Tashkent FIDE Grand Prix)[2].

Trzykrotnie wystąpił w turniejach o Puchar Świata: w 2009 przegrał w I rundzie z Tomim Nybäckiem, w 2011 w I rundzie wyeliminował Murtasa Każgalejewa, ale w II przegrał z Jewgienijem Tomaszewskim, natomiast w 2013 awansował do finału, w którym przegrał z Władimirem Kramnikiem.
W 2012 zdobył w Moskwie tytuł indywidualnego mistrza Rosji.
Reprezentant Rosji na drużynowych mistrzostwach Europ (2013 – brązowy medal wspólnie z drużyną).
Najwyższy ranking w dotychczasowej karierze (stan na wrzesień 2017) osiągnął 1 czerwca 2016, z wynikiem 2743 punktów zajmował wówczas 20. miejsce na światowej liście FIDE, jednocześnie zajmując 5. miejsce wśród rosyjskich szachistów.